# کتیبه خان تاشی
کتیبه خان تاشی مربوط به دوره صفوی است و در شهرستان مشهد، بخش مرکز ی، دهستان کارده، ۵ کیلومتری بین روستای‌های ال و سیج واقع شده و این اثر در تاریخ ۲۷ اسفند ۱۳۸۶ با شمارهٔ ثبت ۲۲۳۰۵ به‌عنوان یکی از آثار ملی ایران به ثبت رسیده است.
در جاده مشهد به سوی کلات بر سطح صخره‌ای در مجاورت راه و در دره کارده سنگ نگاشته‌ای موسوم به خان تاشی قرار دارد. خان تاشی (سنگ خان) که نام آن واژه‌ای است ترکی دارای ده سطر به طول یک متر به خط ثلث بسیار زیبا می‌باشد و مضمون ان اشاره به عزیمت شیبک خان ازبک در سال ۹۱۶ ه‍.ق به حدود مرو عقب‌نشینی نموده و در همان سال نیز در نبرد با این حکمران کشته است.